# Michael Smith (basket-ball, 1965)
Pour les articles homonymes, voir Michael Smith (homonymie) et Smith.
Michael Smith, né le 19 mai 1965 à Rochester, dans l'État de New York, est un ancien joueur américain de basket-ball. Il évoluait au poste d'ailier fort. Il est devenu consultant pour les matchs des Los Angeles Clippers sur FSN West.